# 李暠 (唐)
李 暠（り こう、? - 740年）は、唐の宗室。

## 経歴
淮安王李神通の曽孫で、清河王李孝節の孫にあたる。李暠は幼くして父の李瑜を失い、母に仕えること謹直であった。枝江県丞を初任とした。睿宗のとき、衛尉寺少卿に累進した。母が死去すると、李暠は職を去って喪に服し、枯れ枝のようにやせ細り、家人もその談笑するところを見なかった。開元初年、汝州刺史に任じられた。その統治は厳格簡素で、州境は粛然とした。李暠は兄の李昇や弟の李暈と互いに親しみあい、李昇らは毎月洛陽から李暠を訊ねたが、こっそり往来したため、汝州の人は気づかなかった。まもなく李暠は入朝して太常寺少卿に任じられた。三度異動して黄門侍郎となり、太原尹を兼ね、そのまま太原以北諸軍節度使をつとめた。太原の旧俗では、僧徒は習禅を業とし、死んでも棺におさめず、遺体を近郊に送って鳥獣についばませていた。このような慣習が積年のものとなり、現地の人はその地を「黄坑」と呼んでいた。そのそばには餓えた犬が千を数え、死人の肉を食らい、幼弱を侵害し、遠近の患いとなっていたが、前後の官吏は禁止できないでいた。李暠が着任すると、葬礼の決まりを説いて明らかにし、兵を発して犬たちを捕殺して、その風習を改めた。長らくを経て、李暠は太常寺卿に転じた。10日ほどして、工部尚書・東都留守に任じられた。
開元21年（733年）1月、李暠は持節として吐蕃への使節をつとめた。帰国すると、当年9月1日に赤嶺に碑を立てて、吐蕃と唐の境界を定めたいとの金城公主の発言を玄宗に伝えた。碑が立てられる日、張守珪・李行禕が吐蕃の使節の莽布支とともに観閲した。吐蕃はその臣下を唐使とともに剣南や河西の辺境の州に送って両国の和解と相互の不侵略を告知させた。唐使もまた同様のことを告げさせた。李暠は使節の役目を果たしたことから、吏部尚書に転じた。ときに吏部の告身印と曹印の文が同じであり、混同して用いられ、区分が難しかったため、李暠は司勲や兵部の印文の例に準じて、「官告」の2字を加えるよう上奏して請願した。
李暠は行儀作法が優れて整っており、歴任した官ではいずれも威厳があり、重々しい態度で知られて、朝廷にはかれを宰相に望む声があった。武都県伯に封じられた。開元27年（739年）4月、太子少傅となった。開元28年（740年）5月乙未、病没した。享年は六十数歳。益州大都督の位を追贈された。著書に『靖恭堂頌』1巻・『諸郡碑』166巻・『雑碑文集』20巻があった。

## 伝記資料
- 『旧唐書』巻112 列伝第62
- 『新唐書』巻78 列伝第3